# 日本劇場 (札幌市)
日本劇場（にほんげきじょう）は、札幌市中央区南1条西1丁目で北海道東宝株式会社が経営・運営していた映画館。東宝日劇（とうほうにちげき）とも呼ぶ。
館名は東京都千代田区有楽町に存在していた劇場「日本劇場」に由来する。

## 歴史
1954年（昭和29年）9月29日開業。有楽座 / 日比谷映画劇場→日本劇場→日劇1系のロードショー館。常に洋画の話題作・大作が封切られ、数々のヒット作を上映してきた。座席数は552人（閉館時）。70mmに対応した大画面を誇り、別途料金を支払って入場する2階席（通称“お直り席”）や、手書きの大看板も名物だった。東宝公楽や東宝プラザと共に北海道内東宝系のチェーンマスターとして親しまれ、年間の観客動員数と興行成績で常にトップの座を守り続けた映画館である。

### 閉館とその後
しかし建物の老朽化や、市内にあるシネマコンプレックスの台頭（ユナイテッド・シネマ札幌の猛追、2003年（平成15年）3月の札幌シネマフロンティアの開業）も重なり、2003年（平成15年）8月31日をもって閉館。最終週だった8月25日からは『ひまわり』『帰らざる河』『ベン・ハー』などの名作を上映したほか、ジャズバンドのライブや水野晴郎のトークショーを開催。最終日の8月31日にはシネマスコープの大画面で『タイタニック』を上映し49年の歴史に幕を下ろした。
この劇場の閉館により、2階席の付いた映画館が道内からすべて姿を消した。また、東京都台東区にあった同じ東宝系の映画館上野東宝劇場・上野宝塚劇場も同じ日に閉館している。
2004年（平成16年）12月3日、日劇跡地にファッションを中心とした商業ビル札幌シャンテがオープン。正面入口には「日本劇場 1954 - 2003」と書かれたモニュメントが刻まれている。

## この劇場で上映された主な作品
- 聖衣（1954年） - シネマスコープで上映されたオープニング上映作品。
- ベン・ハー（1960年）
- アラビアのロレンス（1963年）
- クレオパトラ（1963年）
- HELP!4人はアイドル（1965年）
- ドクトル・ジバゴ（1966年）
- 2001年宇宙の旅（1968年、1978年）
- 屋根の上のバイオリン弾き（1971年）
- ポセイドン・アドベンチャー（1973年）
- 大地震（1974年） - 同館初の1億円興行を達成した作品。
- タワーリング・インフェルノ（1975年）
- カサンドラクロス（1976年）
- キングコング（1976年）
- キャリー（1977年）
- 人間の証明（1977年）
- トランザム7000（1977年）
- 未知との遭遇（1978年）
- コンボイ（1978年）
- 野性の証明（1978年）
- グリース（1978年）
- ディア・ハンター（1979年）
- コンコルド（1979年）
- ポセイドン・アドベンチャー2（1979年）
- エアポート80（1979年）
- 地獄の黙示録（1980年） - 2002年の特別完全版も上映。
- 影武者（1980年）
- ラ・ブーム（1982年）
- バトルトラック（1983年）
- ラ・ブーム2（1983年）
- JOY ジョイ（1984年）
- スカーフェイス（1984年）
- ワンス・アポン・ア・タイム・イン・アメリカ（1984年）
- ゴーストバスターズ（1984年）
- コマンドー（1986年）
- 子猫物語（1986年）
- トップガン（1986年）
- ハスラー2（1986年）
- プラトーン（1987年）
- サボテン・ブラザース（1987年、プラトーンと同時上映）
- アンタッチャブル（1987年）
- ハンバーガーヒル（1987年）
- 愛は危険な香り （1987年、ハンバーガーヒルと同時上映）
- フルメタル・ジャケット（1988年）
- レッドブル（1988年）
- ロジャー・ラビット（1988年）
- ゴースト/ニューヨークの幻（1990年）
- バックドラフト（1991年）
- ケープ・フィアー（1991年）
- ミンボーの女（1992年） - この上映時に伊丹十三監督が舞台挨拶に出演する予定だったが、直前の暴漢事件により出演中止となった。
- クリフハンガー（1993年）
- ライオン・キング（1994年）
- トゥルーライズ（1994年）
- スピード（1994年）
- フォレスト・ガンプ/一期一会（1995年）
- クリムゾン・タイド（1995年）
- ツイスター（1996年）
- インデペンデンス・デイ（1996年）
- タイタニック（1997年） - わずか半年間で20万人を動員した同館史上最大のヒット作。
- GODZILLA（1998年）
- プライベート・ライアン（1998年）
- アルマゲドン（1998年）
- シックス・センス（1999年）
- エンド・オブ・デイズ（1999年）
- グリーンマイル（2000年）
- M:I-2（2000年）
- ホワット・ライズ・ビニース（2000年）
- トゥームレイダー（2001年）
- スパイダーマン（2002年） - 第2作以降はUC札幌、札幌CF、札幌劇場で上映
- マイノリティ・リポート（2002年）
- 戦場のピアニスト（2003年）
- ザ・コア（2003年）

ほか

### シリーズ作品
- ジェームズ・ボンド シリーズ（『ゴールデンアイ』まで、一部の作品を除く。番外編である『ネバーセイ・ネバーアゲイン』（日本公開時には007を冠した）は札幌劇場。『トゥモロー・ネバー・ダイ』と『ワールド・イズ・ノット・イナフ』は札幌東宝プラザ(『ワールド〜』はUC札幌でも)、『ダイ・アナザー・デイ』以降の作品はUC札幌、札幌CF、札幌劇場で上映）
- ゴッドファーザー3部作
- オーメン（第1作=1976年、第2作『ダミアン』=1979年。『最後の闘争』は札幌東宝プラザで上映）
- スター・ウォーズシリーズ（エピソード4・5・6のオリジナル版と、1・2を上映。エピソード5は帝国座でも同時上映、エピソード3はUC札幌、札幌CF、札幌劇場で上映）
- エイリアン4部作
- インディ・ジョーンズ シリーズ （4作目『クリスタル・スカルの王国』はUC札幌、札幌CF、札幌劇場で上映）
- ランボーシリーズ（3作目『怒りのアフガン』まで。4作目『最後の戦場』はUC札幌、札幌CF、札幌東宝プラザで上映）
- ターミネーターシリーズ （1991年の『2』は同館史上2位のヒット作。2003年の『3』は同館最後の封切作品）
- バック・トゥ・ザ・フューチャー3部作
- プレデター（第1作=1987年、第2作=1991年。第3作『プレデターズ』はUC札幌、札幌CFで上映）
- ロボコップ3部作
- ダイ・ハードシリーズ（『2』は札幌東宝プラザで、『4.0』はUC札幌、札幌CF、札幌劇場で上映）
- ジュラシック・パークシリーズ
- ハムナプトラシリーズ（3作目『呪われた皇帝の秘宝』はUC札幌、札幌CF、札幌劇場で上映）
- X-MENシリーズ（第3作『ファイナル ディシジョン』と新章『ウルヴァリン:X-MEN ZERO』はUC札幌、札幌CFで上映（『ファイナル〜』は札幌東宝プラザでも））